# 伊佐 (上比利牛斯省)
伊佐（法語：Izaux）是法国上比利牛斯省的一个市镇，位于该省东南部，属于巴涅尔德比戈尔区。该市镇总面积5.33平方公里，2009年时的人口为184人。

## 人口
伊佐人口变化图示